# Trémouilles

Trémouilles este o comună în departamentul Aveyron din sudul Franței. În 1 ianuarie 2022 avea o populație de 473 de locuitori.